# Gipsoteca canoviana
La Gipsoteca canoviana o Gypsotheca canoviana è una parte del Museo Canova, insieme alla Casa Natale dello scultore e alla Biblioteca. Il complesso è situato a Possagno (in provincia di Treviso) e contiene i modelli in gesso e i bozzetti in argilla dello scultore neoclassico Antonio Canova (1757-1822), nonché alcuni dei suoi quadri e disegni.
Il termine gipsoteca significa letteralmente “raccolta di gessi”; in questo luogo infatti sono custoditi i modelli in gesso delle opere che poi il Canova realizzava in marmo. Il suo processo artistico era lungo e prevedeva più fasi di elaborazione del soggetto; uno di questi momenti di produzione consisteva nella realizzazione dell’opera in gesso a grandezza naturale; sarebbe servita poi come guida per scolpire l’opera finale in marmo. In questo luogo sono conservati anche i bozzetti in terracotta e creta: lavori di piccole dimensioni di cui l’artista si serviva nelle prime fasi della realizzazione di una scultura, per verificare come i disegni, che aveva fatto sulla carta, prendessero vita nello spazio.
La Gipsoteca canoviana si sviluppa su due ambienti: la parte più antica risale al 1836 ed è un edificio a pianta basilicale progettato dall’architetto veneziano Lazzari; la parte più recente, realizzata dall’architetto Carlo Scarpa, risale al 1957. Quella di Possagno è la più grande Gipsoteca monografica d’Europa.
Il complesso museale poi comprende la casa natale in cui è custodita una pinacoteca con alcune opere a olio su tela e tempera di Canova, dei disegni e delle incisioni; si possono trovare anche alcuni degli strumenti dell’artista, oltre che i suoi vestiti. Davanti alla casa si trova il giardino con splendidi roseti. Oltre il giardino si apre il Brolo, ovvero il frutteto con alberi rari e diversi tra cui una grande “pignera”, un pino italico piantato dallo stesso Canova nel 1799.

Nel museo è presente anche una ricca biblioteca composta da tre settori: il primo costituito da più di 5000 volumi donati dal professor Massimiliano Pavan (1920-1991) e il secondo composto dai volumi, relativi alla cultura artistica veneziana, donati dalla professoressa Elena Bassi (1911-1991). Il terzo settore è composto dalla biblioteca canoviana, ovvero volumi di cultura, vita e opere di Canova.

## Storia

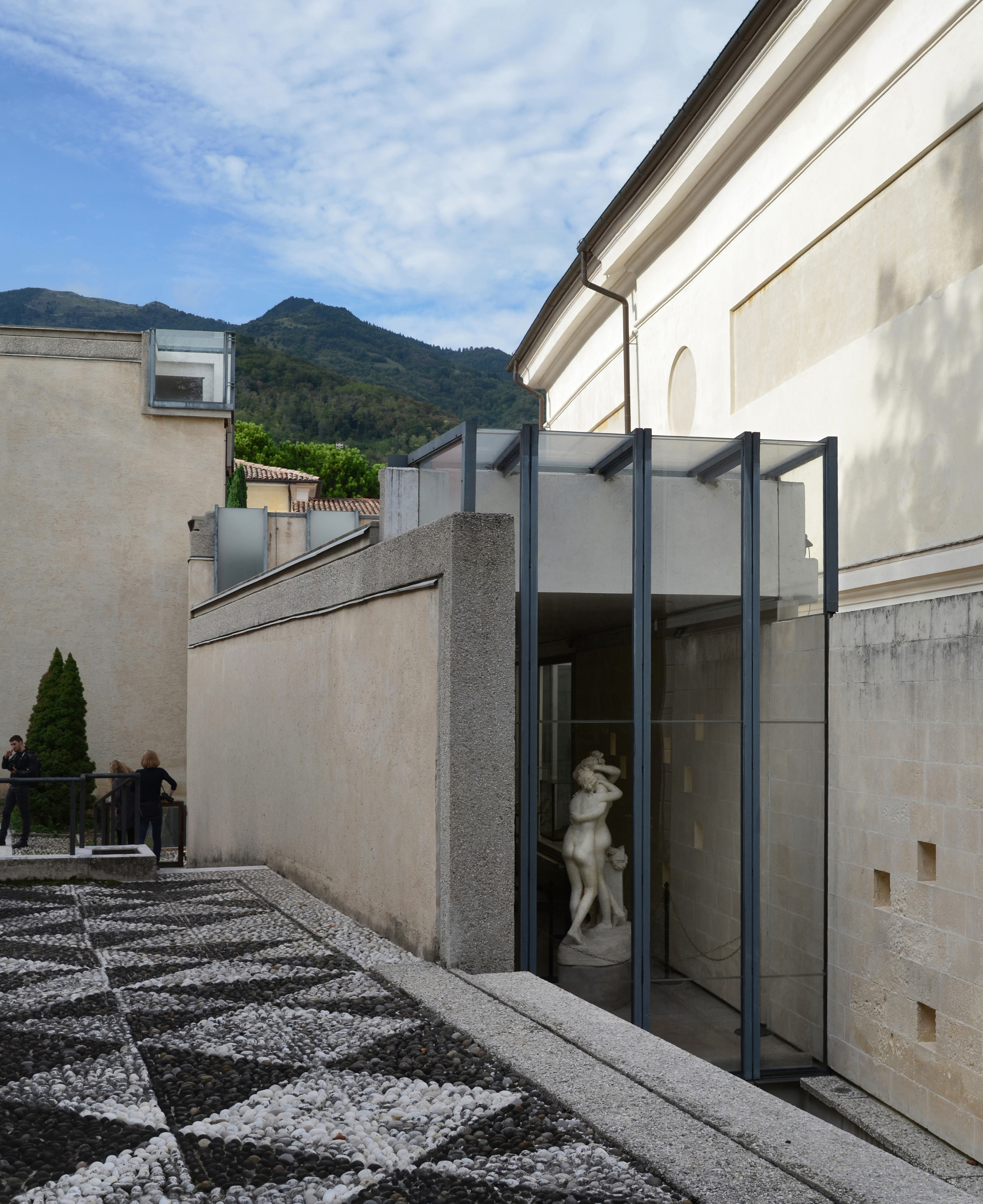
Gli interventi di Carlo Scarpa nel cortile interno della gipsoteca.

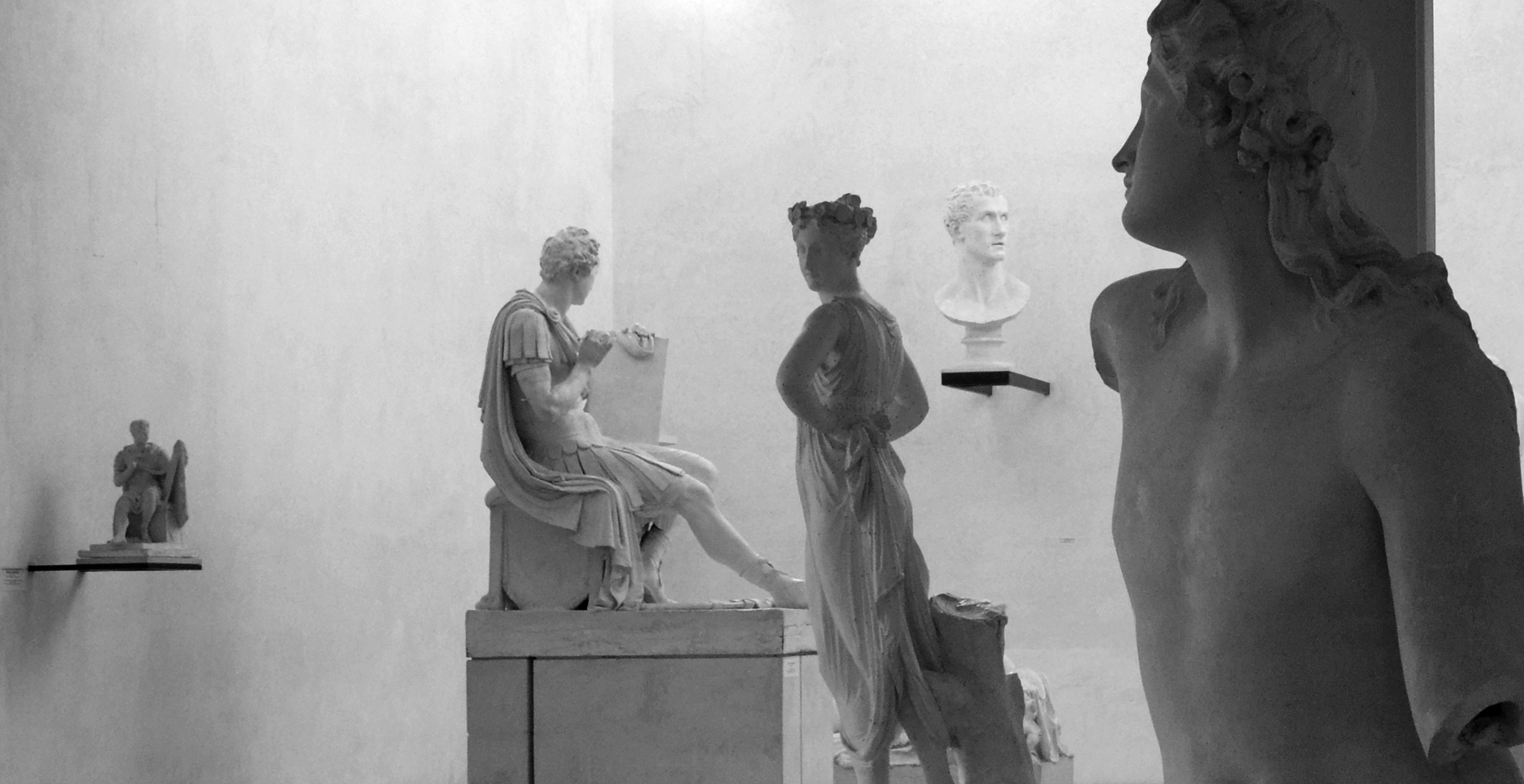
L'ala Scarpa.

La Gipsoteca si trova a Possagno, accanto alla casa natale del Canova. In questo luogo, lo scultore era solito tornare per ritemprarsi all’aria fresca e prendere una pausa dalla mole di lavoro che aveva presso il suo studio romano. Quando tornava nella sua terra natia Canova, sentendo la mancanza del marmo, si dedicava alla pittura, motivo per cui alcuni dei suoi dipinti sono custoditi proprio qui.
La Gipsoteca fu costruita per volontà di Giovanni Battista Sartori, fratellastro di Canova e vescovo di Mindo; voleva erigere un edificio che potesse contenere le opere in gesso e i bozzetti in terracotta e argilla che si trovavano nello studio di Via delle Colonnette a Roma. Le opere vennero trasportate a Possagno a partire dal 1829. Ciò che si voleva ricreare in questo luogo era la disposizione che c’era nell’atelier dell’artista. Il progetto fu affidato all’architetto veneziano Francesco Lazzari che iniziò i lavori nel 1834 e li terminò nel 1836. Il primo allestimento fu curato dallo scultore Pasino Tonin e fu ultimato nel 1844. Nel 1853 gli edifici e le collezioni della Gipsoteca furono cedute da Sartori al comune di Possagno.
La bellezza di questo luogo fu intaccata dalle granate della prima guerra Mondiale; nel 1917 alcuni gessi furono distrutti e altri danneggiati. Anche la struttura subì numerosi danni. La Gipsoteca fu riaperta al pubblico nel 1922, dopo che Stefano e Siro Serafin attuarono un grande lavoro di restauro delle opere. Durante la seconda guerra Mondiale, in via precauzionale, le statue vennero portate all’interno del Tempio di Possagno e vi rimasero fino al 1946. Vennero poi riallestite secondo lo spirito che aveva voluto imprimere Giovanni Battista Sartori quando aveva concepito questo luogo.

Un anno importante per la Gipsoteca è 1957, quando l’architetto veneziano Carlo Scarpa progettò un ampliamento dell’edificio per permettere a tutte le opere un’adeguata sistemazione; molte statue infatti giacevano ancora nei depositi tra cui i bozzetti in terracotta. Scarpa predispose una sistemazione scenografica dei capolavori, li distribuì su più livelli consentendo alla luce naturale di filtrare dall’alto.

## Tecnica
Il lavoro di realizzazione delle opere di Canova prevedeva una serie ben precisa di passaggi, che l’artista stesso descrive nei suoi scritti. Il primo momento riguardava l’ideazione del soggetto attraverso il disegno, sulla base di questo poi dava vita a dei modellini in argilla in scala ridotta, che potevano anche essere cotti per renderli più solidi; in questo modo riusciva a capire come l’opera potesse prendere forma nello spazio tridimensionale. Successivamente passava alla realizzazione di un modello in argilla dalle dimensioni reali, che usava come stampo per creare la cosiddetta “forma” in gesso. L’unico esempio ancora tangibile di questo percorso creativo è L’Adone incoronato da Venere, perché il committente decise di rinunciare all’opera per mancanza di denaro. Oggi questo lavoro si trova all’interno della Gipsoteca di Possagno, all’ingresso del percorso espositivo.
L’opera in argilla veniva ricoperta con una colata di gesso, che consentiva di creare una sorta di negativo del soggetto, detto “forma”. Il cuore in argilla poi veniva rotto e riempito con un’altra colata di gesso, in modo da realizzare il positivo dell’opera, che veniva estratto aprendo l’involucro di gesso. Potevano essere ricavati più modelli, ma solo uno veniva scelto per fare da guida nella realizzazione del marmo.

Il passaggio dal modello in gesso alla statua in marmo avveniva tramite l’utilizzo di due strumenti: il pantografo e le rèpere, dei chiodini di bronzo inseriti nel gesso, che servivano allo scultore per mantenere le proporzioni nel passaggio da un materiale all’altro. Quelli più sporgenti venivano chiamati “punti chiave” o “capi punto”. I piccoli buchi, che ancora oggi si vedono sui modelli in gesso, sono proprio il segno di questa fase di creazione artistica del Canova. Il blocco di marmo, precedentemente sgrezzato dai garzoni della sua bottega, veniva poi posizionato a fianco del modello in gesso, sopra ad entrambi era posto un telaio con dei fili di piombo che pendevano, questo permetteva allo scultore di comprendere la profondità con cui poteva scolpire il marmo e mantenere le proporzioni.
L’intervento chiave di Canova emergeva nell’ultima mano ovvero la fase fondamentale del processo creativo. Nella Storia della scultura Leopoldo Cicognara scrisse: «L’ultima mano […] forma il più interessante dell’arte, e precisamente ciò che spinge l’opera al suo più squisito perfezionamento, segnando l’ultima linea impermeabile che in questa estrema superficie sublimemente nasconde il più alto magistero, e dopo la bontà del concetto forma la vera eccellenza del lavoro».

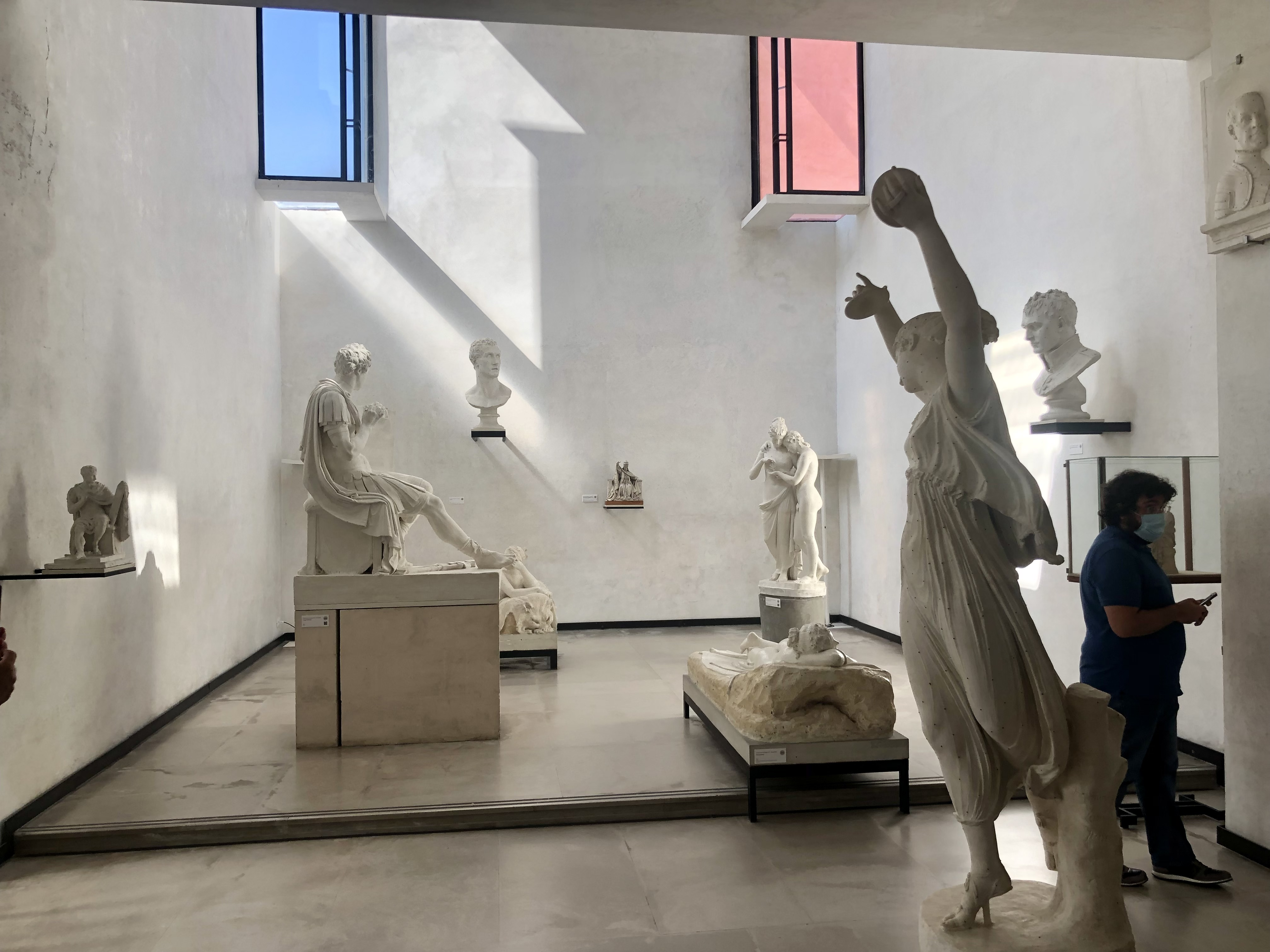
Interni dalla Gipsoteca canoviana.

Ecuba e le donne troiane offrono il peplo a Pallade
La morte di Priamo